# Rima Hassan (politica)

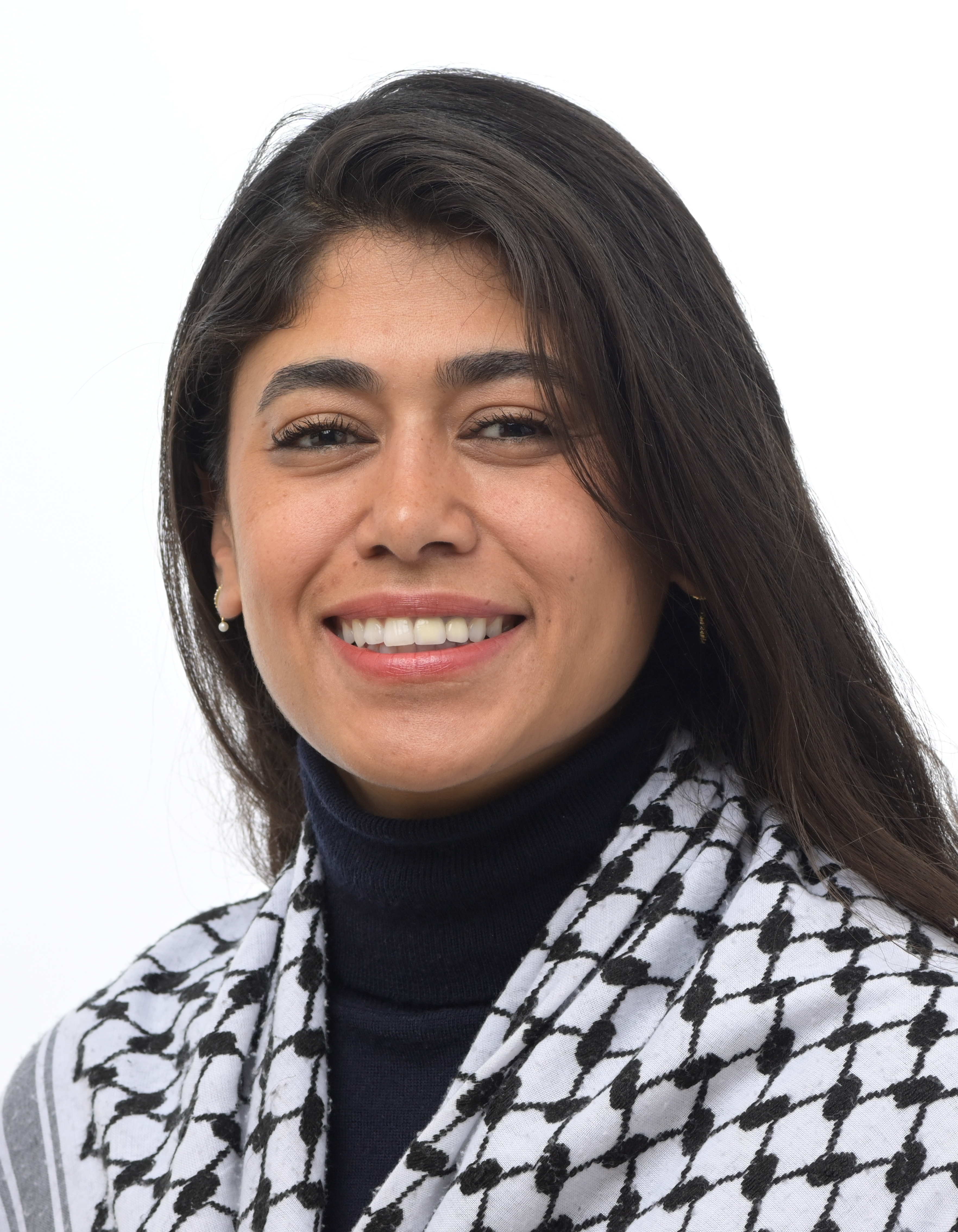
Rima Hassan (2024)

Rima Hassan Mobarak (Kamp Neirab, Aleppo, 28 april 1992) is een Palestijns-Franse jurist en politica. Zij zit namens de partij La France insoumise (LFI) sinds 2024 in het Europees Parlement.

## Biografie
Hassan werd als een stateloze burger geboren in het vluchtelingenkamp Neirab in Syrië. Haar familie was daarnaartoe gevlucht na het uitbreken van de Nakba in 1948. Drie van haar grootouders zijn afkomstig uit Palestina en haar grootouders aan vaderskant zijn afkomstig uit de plaats Al-Birwa, nabij Acre. De vader van Hassan was soldaat en haar moeder lerares en Hassan is de jongste van hun zes kinderen. Hassan bracht haar jeugd door in het kamp en migreerde op tienjarige leeftijd naar Niort in Frankrik door middel van gezinshereniging. Op achttienjarige leeftijd kreeg ze de Franse nationaliteit.
Ze studeerde rechtsgeleerdheid aan de Sorbonne Université en wist daar haar masterdiploma te behalen. Ze schreef haar masterscriptie over de Apartheid in Zuid-Afrika en Israël. In 2019 richtte ze een NGO op, het Refugee Camp Observatory. Met deze organisatie monitort Hassan de levensomstandigheden en de schendingen van het vluchtingenrecht, waar de organisatie vervolgens aandacht voor vraagt.
Na de Hamas-aanval in Israël 2023 op 7 oktober van dat jaar vroeg de partij La France insoumise of ze op de lijst wilde staan voor de Europese Verkiezingen van 2024. Ook de partij Les Écologistes bood haar een plek op de lijst aan, maar dat was een onverkiesbare plek, waardoor ze voor LFI koos. Hassan belandde op de zevende plek van de lijst. De partij wist een kleine tien procent van de stemmen binnen te slepen, waardoor Hassan verkozen werd voor het Europees Parlement.
In februari 2025 werd een EU-delegatie, waarvan Hassan deel uitmaakte, de toegang tot Israël geweigerd vanwege haar kritiek tegen Israël. Later dat jaar maakte ze ook deel uit van de bemanning van de 2025 Gaza Freedom Flotilla.

## Politieke standpunten
Hassan ziet Hamas als een terroristische organisatie en is voorstander van de Eenstaatoplossing, in tegenstelling tot de partij waar ze deel van uitmaakt. Op 7 oktober 2023 schreef ze op Twitter naar aanleiding van de aanvallen van Hamas: "het moreel onaanvaardbaar is om je te verheugen over de dood van burgers". Ze veroordeelt zowel de "oorlogsmisdaden van Hamas" als de "straffeloosheid van Israël" en stelt ze dat haar volk in een genocide leeft.